# Al Coutelis
Al Coutelis, pseudonimo di Alexandre-Nicolas Coutelis (Parigi, 8 febbraio 1949), è un fumettista francese. Autore di serie sia realistiche che umoristiche, ha lavorato fin dall'inizio della sua carriera nel 1971 al settimanale Pilote e per altri numerosi editori e riviste.

## Biografia
Prima di entrare nel mondo del fumetto, Alexandre Coutelis ha lavorato come montatore, apprendista disegnatore per un architetto e poi per un ingegnere, senza dubbio a causa della brevità degli studi. In seguito decise di dedicarsi a progetti più artistici e frequentò dei corsi serali. Desideroso di farsi conoscere, non esitò a mostrare i suoi lavori a René Goscinny, caporedattore della famosa rivista di fumetti Pilote.
Nel marzo del 1971 entra a far parte della redazione di Pilote (gli incontri con René Goscinny ebbero un ruolo importante), dove disegna diverse pagine di cronaca. Questo segna l'inizio di una lunga carriera come illustratore per la stampa. Viene pubblicato su un gran numero di quotidiani e riviste (Libération, Le Monde, L'Humanité, L'Équipe, Le Parisien, Le Nouvel Observateur, Science et Vie, Pif Gadget, ecc.) Il suo talento è stato premiato con il Grand Prix per le vignette giornalistiche assegnato dal Syndicat national des dessinateurs de presse (SNDP) nel 1972.
Passato poi al fumetto, lavorando a progetti prestigiosi come Superdupont (con Jacques Lob, Marcel Gotlib, Alexis e Jean Solé), Le Cimetière des fous (con Rodolphe), La Dame de Singapour (con Francis Lambert), Chuck Dougherty, le privé e Tanguy et Laverdure (con Jean-Michel Charlier), Man (con Philippe Setbon), Bienvenue à Welcome Land (con Didier Tronchet), A. D Grand-Rivière (con Bollée) e Goimbax (180 episodi pubblicati), Di Cazzo va tous les niquer, su riviste specializzate come Pif Gadget, Scoop, Fluide glacial e L'Écho des savanes.

## Pubblicazioni
- La Dame de Singapour (disegno), con Francis Lambert, Dargaud, 1984.[6]
- Le Cimetière des fous (disegno), con Rodolphe (sceneggiatura), Dargaud:
  - Le Cimetière des fous, 1984.[7]
  - Sargasses, 2015.[8]

- Tanguy et Laverdure t. 25: Survol interdit (disegno), con Jean-Michel Charlier (sceneggiatura), Novedi, 1988.[9]
- Le Vagabond des limbes présente: Les 13 Transgressions (disegno), con Christian Godard et Laurent-Frédéric Bollée (sceneggiatura), Le Vaisseau d'Argent, 1990.[10]
- Man: Super-héros polyvalent (disegno), con Philippe Setbon (sceneggiatura), Albin Michel, coll. «L'Écho des savanes», 1991.
- Bienvenue à Welcome Land (disegno), con Didier Tronchet (sceneggiatura), AUDIE, coll. «Fluide glacial»:
  - Bienvenue à Welcome Land, 1998.[11]
  - Bienvenue à Welcome Land 2, 2002.[12]

- A.D Grand-Rivière (disegno), con Laurent-Frédéric Bollée (sceneggiatura), Casterman:
  - Terre d'élection, 2000.[13]
  - Culture diktat, 2001.[14]
  - Polychrome hexagone, 2001.[15]
  - Bouskachi, 2003[16].

- Di Cazzo (disegno), con Pascal Fioretto (sceneggiatura):
  - Di Cazzo va tous les niquer, AUDIE, coll. «Fluide glacial», 2002.[17][18]
  - Di Cazzo contre les Maîtres du Monde, Mosquito, 2010.[19]

- Le Privé (disegno), con Charlier (sceneggiatura), Casterman, 2002,[20] Storia pubblicata originariamente nel 1985.[21]
- Le Grec, Glénat, coll. «Grafica»:
  - De la poudre et des balles, 2006.[22]
  - Ligne de dope, 2010.[23]

- Le Député: La Noble Assemblée (disegno), prefazione di Jean-Louis Debré,[24][25] avec Xavier Cucuel (scénario), Grand Angle, 2017.[26][27][28]
- Nous, forçats du Tour de France (disegno), con Jean-Paul Rey (testo), Le Troisième Homme, 2017.[29]
- Deux Passantes dans la nuit (disegno), con Patrice Leconte et Jérôme Tonnerre, Grand Angle:
  - Arlette, 2020.[30]